# Esporte na China

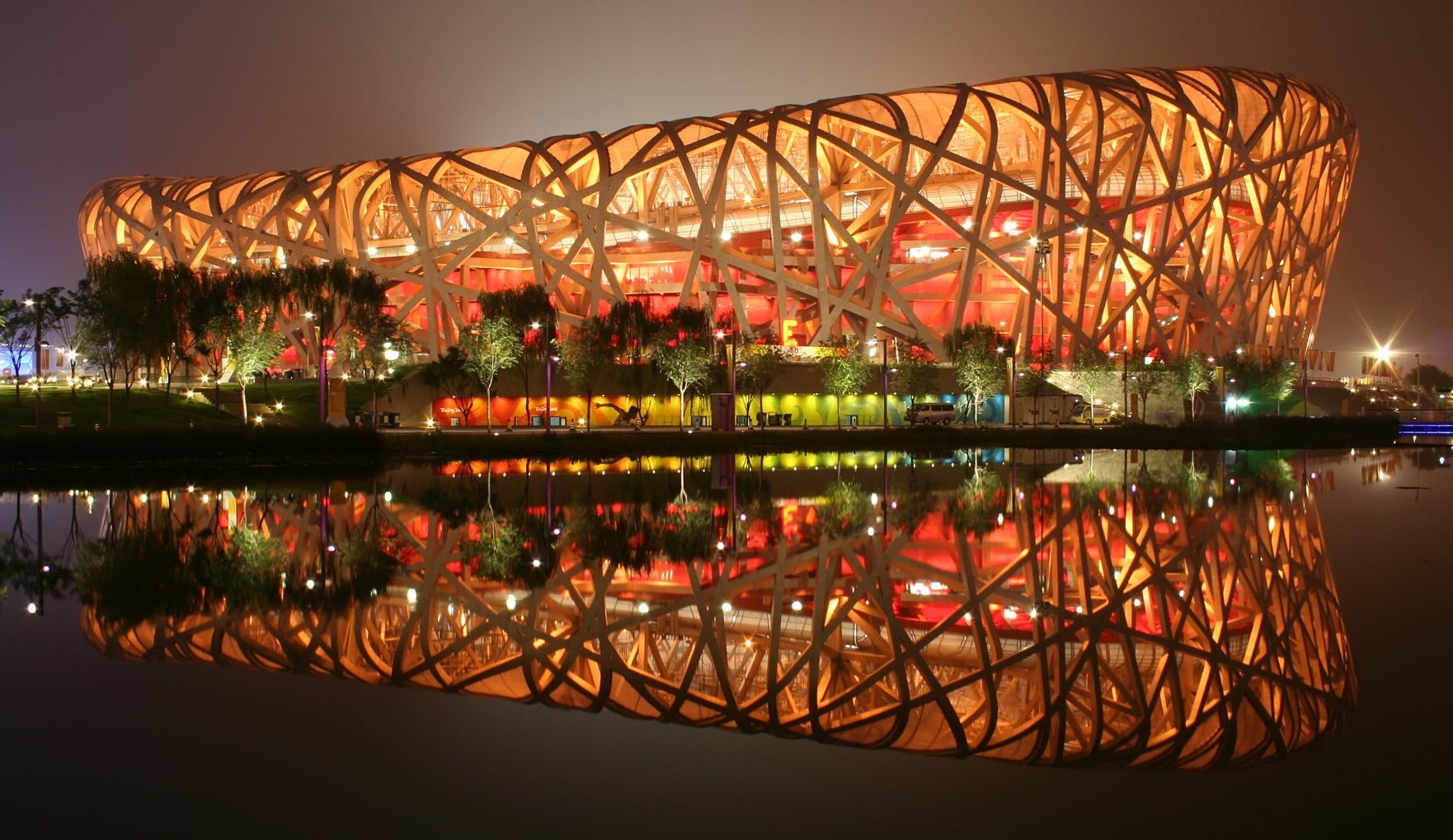
O Estádio Nacional de Pequim, ou Ninho do pássaro, é um dos legados dos Jogos Olímpicos de 2008

O Esporte tem um proeminente papel na sociedade chinesa.
Artes marciais

## Galeria de Atletas Ilustres

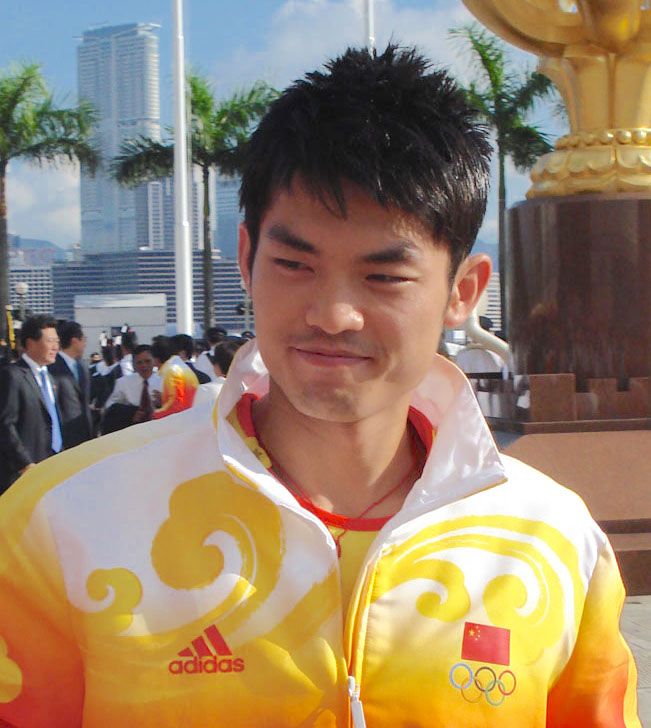
Lin Dan, do badminton
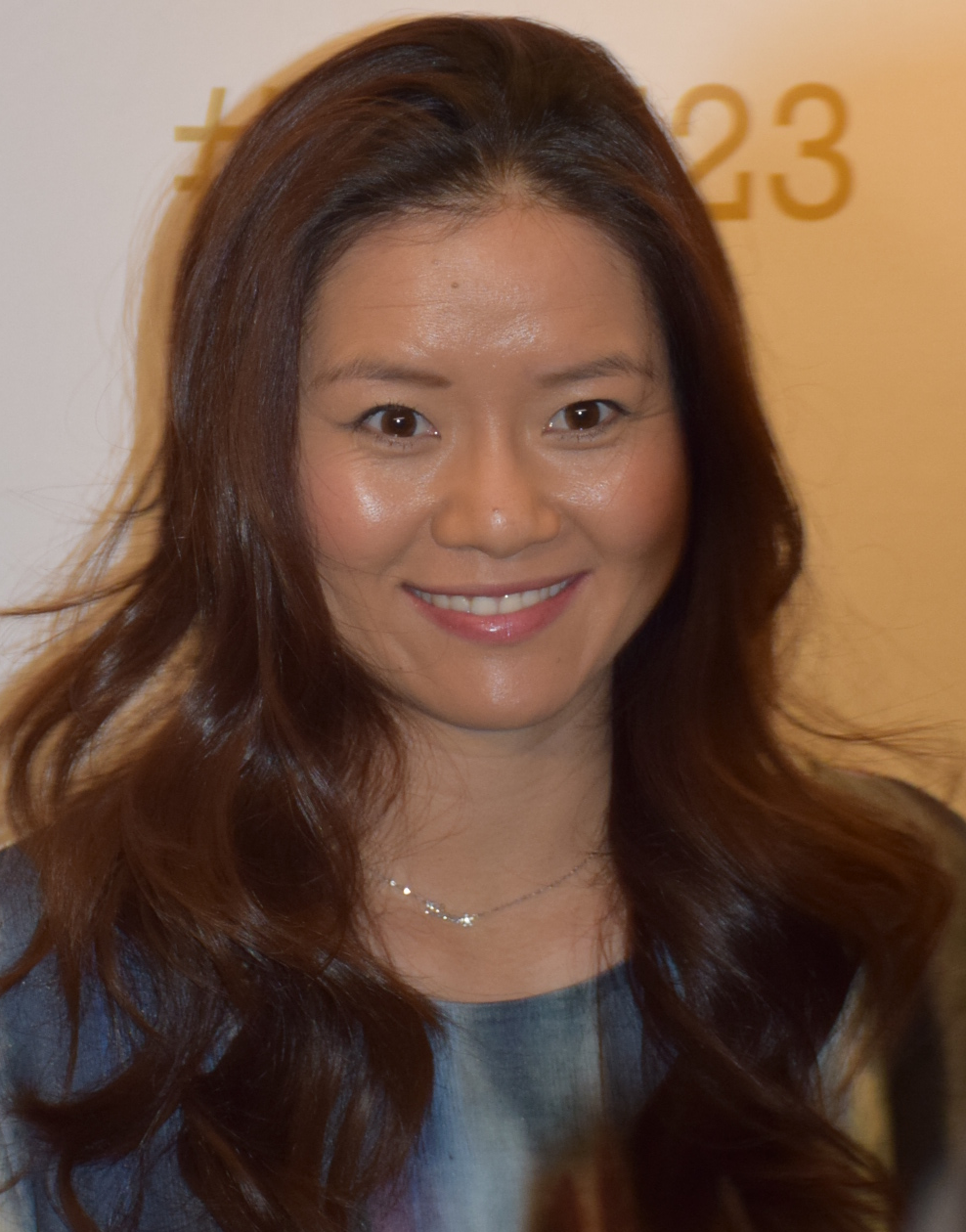
Tenista aposentada, Na Li
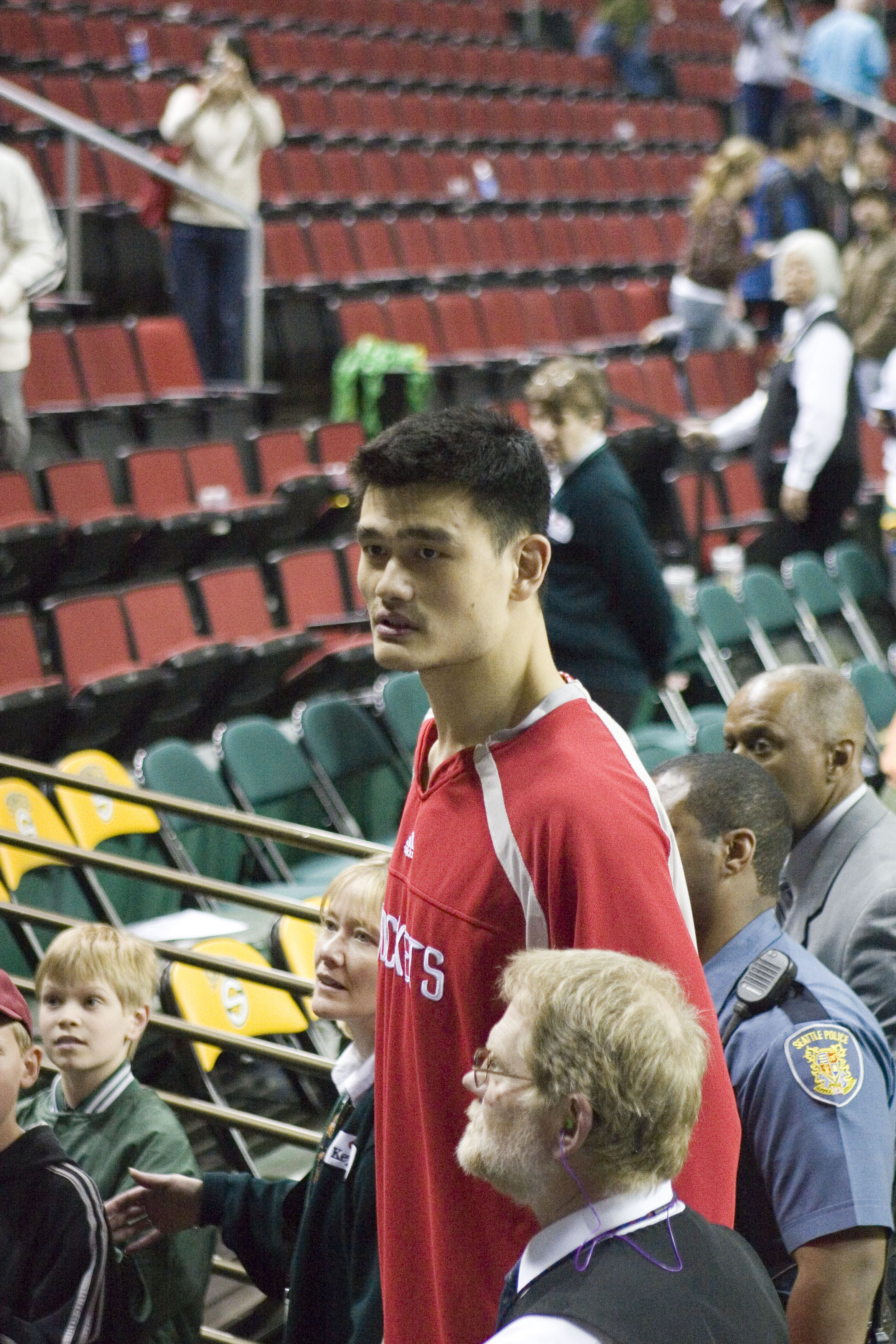
Yao Ming, basquetebolista
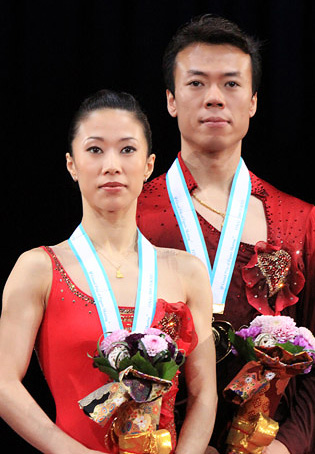
Shen Xue e Zhao Hongbo, dueto da patinação